# Achondrostoma
Achondrostoma Robalo, Almada, Levy & Doadrio, 2007 è un genere di pesci ossei appartenenti alla famiglia Cyprinidae.

## Distribuzione
È un genere endemico delle acque dolci della Penisola Iberica.

## Tassonomia
Si tratta di un genere scorporato negli anni 2000 da Chondrostoma, la sua validità tassonomica non è riconosciuta in maniera unanime dagli ittiologi.

## Specie
- Achondrostoma arcasii
- Achondrostoma occidentale
- Achondrostoma oligolepis
- Achondrostoma salmantinum